# Hyperamblyops atlanticus
Hyperamblyops atlanticus är en kräftdjursart som beskrevs av Murano och Mauchline 1999. Hyperamblyops atlanticus ingår i släktet Hyperamblyops och familjen Mysidae. Inga underarter finns listade i Catalogue of Life.